# Alpha Canum Venaticorum
Désignations
α2 CVn :  α CVn A, 12 CVn A, HR 4915, HD 112413, SAO 63257, HIP 63125, FK5 485, LTT 13718

Alpha Canum Venaticorum (en abrégé α CVn), également nommée Cor Caroli, est une étoile double facilement séparable au télescope. Elle est l'étoile la plus brillante de la constellation des Chiens de chasse. 

Elle est située de 100 à 110 années-lumière du Système solaire.

## Nomenclature
Son nom signifie Le Cœur de Charles en hommage au roi d'Angleterre Charles Ier. Selon la légende, en 1660 l'étoile serait apparue au fils de Charles Ier (Charles II) extrêmement brillante. Son père ayant été exécuté en 1649, il associera cette étoile à l'âme de son défunt père. Mais c'est Edmund Halley, astronome royal, qui en 1725 nomme officiellement cette étoile Cor Caroli. Le nom de Chara était autrefois utilisé pour désigner l'étoile, puis quand elle fut nommée Cor Caroli, le nom de Chara fut transféré à Beta Canum Venaticorum. Cette étoile apparait sur les cartes de l'astronome anglais Francis Lamb dès 1673, ornée sur cette carte d'un cœur marqué « Cor Caroli Regis Martyris ».
Le nom de Cor Caroli est officialisé par l'Union Astronomique Internationale le 20 juillet 2016, ne s'appliquant formellement qu'à α2 CVn.

## Caractéristiques du système

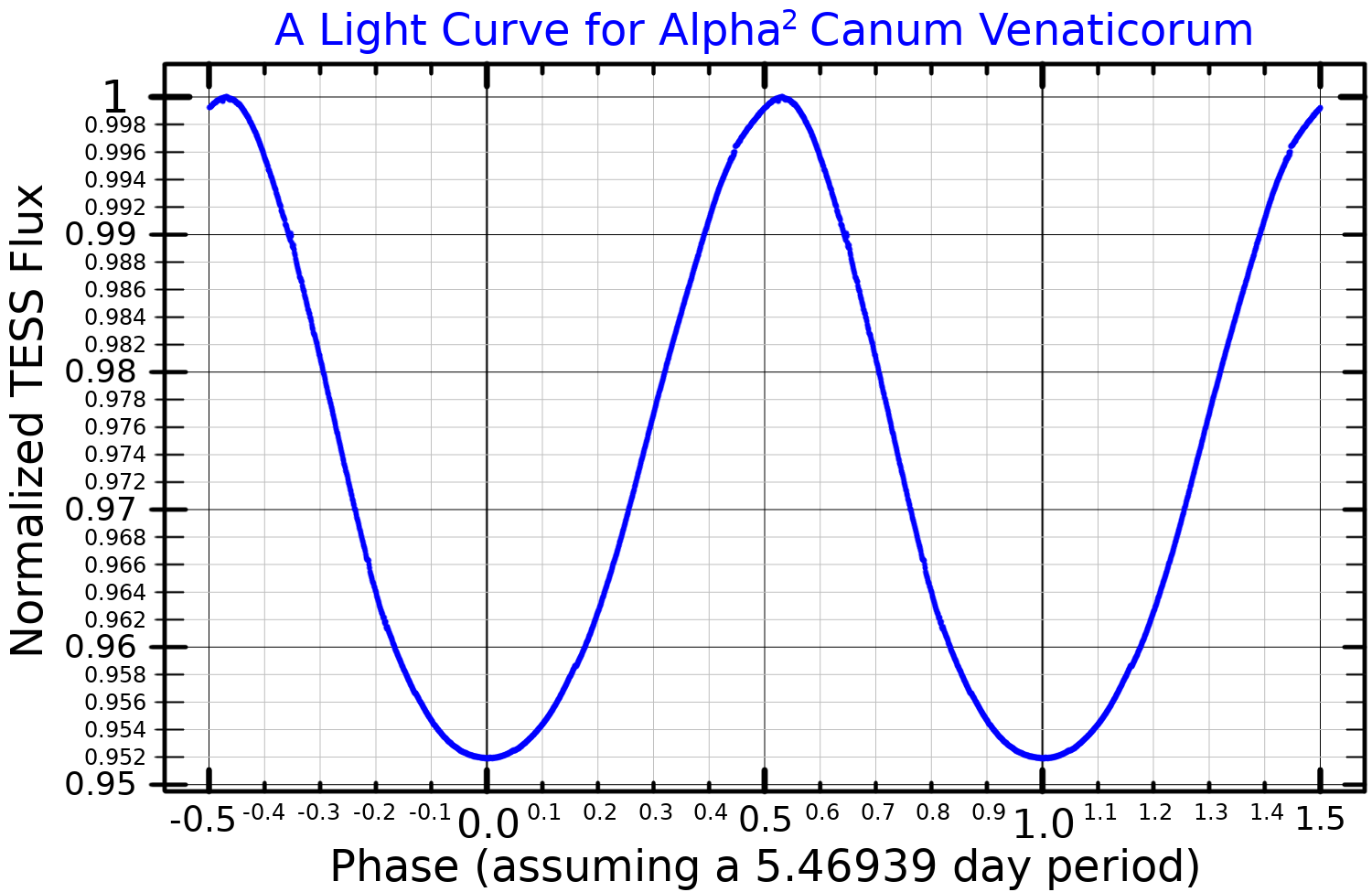
Courbe de lumière de α Canum Venaticorum, tracée à partir des données du satellite TESS

Il s'agit en fait d'une étoile binaire, la composante principale du couple (α2, Cor Caroli elle-même) est une étoile variable, prototype d'une classe de variables appelées variables de type α2 Canum Venaticorum. Ces étoiles possèdent un champ magnétique très puissant, provoquant vraisemblablement l'apparition de taches stellaires énormes. Ces taches, réparties irrégulièrement, seraient la cause des variations de luminosité de ce type d'étoiles au cours de leur rotation.
La magnitude apparente de Cor Caroli varie de +2,84 à +2,98, au cours d'un cycle qui dure 5,47 jours.
Le compagnon de Cor Caroli (α1) est beaucoup moins lumineux, avec une magnitude de +5,60, et est de type spectral F2V. Il est séparé de la composante principale par 19,3 secondes d'arc en date de 2020.